# HK Riga 2000
Der HK Riga 2000 war ein Eishockeyclub der Stadt Riga in Lettland, der zwischen 2000 und 2009 bestand. Die Heimspiele des Vereins wurden in der Inbox.lv ledus halle ausgetragen, die 1000 Zuschauern Platz bietet.

## Geschichte
Der Verein wurde 2000 in Tradition der Juniors Riga und dessen Vorgängerclubs Dinamo Riga (1940–1995) gegründet und führt damit die lange Geschichte des Eishockeysports in Riga fort. Bis zur Auflösung der East European Hockey League nahm der Verein an dieser teil und erreichte 2001 und 2002 den Vizemeistertitel der EEHL. Neben der Teilnahme an der EEHL dominiert der HK Riga 2000 seit seiner Gründung die lettischen Eishockeyliga. In den Spielzeiten 2004/05 und 2005/06 nahm er zusätzlich an der belarussischen Extraliga teil. Dort erreichten sie in der 2006 den dritten Platz und waren damit das erste nicht-belarussische Team, das in die Top Drei der Liga vorstoßen konnte. Nachdem die belarussische Liga zur Saison 2006/07 wieder zu einer geschlossenen Liga wurde, spielte der HK Riga 2000 wieder ausschließlich in der lettischen Liga und wurde 2007 erneut Meister.
Seit der erneuten Öffnung der belarussischen Liga zur Spielzeit 2008/09 nahm der HK Riga 2000 wieder an dieser teil, wobei die Play-offs separat gespielt wurden, um den jeweiligen Landesmeister zu ermitteln. Der Verein unterhielt zudem einen Kooperationsvertrag mit dem KHL-Teilnehmer Dinamo Riga und agierte zwischen 2008 und 2009 als dessen Farmteam. Aufgrund finanzieller Probleme löste sich der Club im Sommer 2009 auf. Viele ehemalige Spieler wechselten daraufhin zum neuen Farmteam von Dinamo Riga, den Dinamo-Juniors Riga.

## Erfolge
Die Mannschaft wurde fünfmal lettischer Meister (2001, 2004, 2005, 2006 und 2007). Nur 2002 und 2003 unterlagen sie im Finale dem HK Liepājas Metalurgs. In der Saison 2005/06 und 2007/08 wurde die Mannschaft Zweiter des IIHF Continental Cups. Zudem gewann der Club 2001 und 2002 den Vizemeistertitel der EEHL.

## Bekannte ehemalige Spieler
| - Aleksandrs Ņiživijs - Kaspars Daugaviņš - Jānis Sprukts - Kārlis Skrastiņš - Guntis Galviņš | - Kristaps Sotnieks - Grigorijs Panteļejevs - Agris Saviels - Miķelis Rēdlihs - Juris Štāls | - Sergejs Žoltoks - Vladimirs Mamonovs - Artūrs Irbe - Arvīds Reķis |

## Gesperrte Trikotnummern
- 33 Sergejs Žoltoks – ehemaliger NHL-Spieler des HK Riga 2000, der in der Spielzeit 2003/04 während eines Spiels für Riga an plötzlichem Herzversagen starb. Seine Nummer wird seitdem nicht mehr an Spieler des HK Riga 2000 vergeben.